# 2Rivers
2Rivers, ранее Coral Energy — нефтетрейдинговая компания из Дубая, занимающаяся продажей и экспортом российской нефти и нефтепродуктов. С 17 декабря 2024 года компания находится под санкциями Великобритании.
2Rivers была основана гражданином Азербайджана Тахиром Гадир оглы Гараевым (Тахир Гараев) в 2010 году. 2Rivers, согласно журналистским расследованиям, имеет тесные отношения с Игорем Сечиным и «Роснефтью». С 2022 года 2Rivers превратилась в крупнейшего трейдера, обходящего западные санкции на экспорт российской нефти и нефтепродуктов, в основном от «Роснефти». 2Rivers действует через сеть компаний, которые кажутся неаффилированными, но контролируются командой руководителей 2Rivers. В их число входят десятки торговых компаний, созданных в морозильной зоне DMCC в ОАЭ, а также компании по управлению и эксплуатации судов.
До начала российского вторжения в Украину в 2022 году 2Rivers — на тот момент Coral Energy — базировалась в Женеве. После вторжения 2Rivers перенесла свою штаб-квартиру в Дубай и имеет офисы в Сингапуре и Женеве. Компания объявила о закрытии своего московского офиса в 2022 году, однако расследования показали, что компания продолжает управлять офисом в Москве под другим названием.
В начале 2024 года газета The Wall Street Journal сообщила, что Coral Energy контролирует не менее 100 судов через неаффилированные подставные компании, включая Gatik Ship Management, Gaurik Ship Management и Buena Vista Shipping. По меньшей мере пять из этих судов попали под санкции Великобритании и ЕС. Эти суда продолжают перевозить нефть и нефтепродукты, приобретенные торговыми компаниями 2Rivers в нарушение западных санкций.
17 декабря 2024 года Великобритания добавила 2Rivers в список компаний, на которые распространяются санкции. Это решение запрещает кому-либо в Великобритании, а также британским компаниям и гражданам за рубежом перемещать ее средства или совершать операции с ее имуществом и другими активами. Офис премьер-министра Кира Стармера заявил, что эти компании были «ключевыми звеньями в обеспечении торговли драгоценной нефтью Путина» и что санкции направлены на ограничение «нефтяных доходов, в которых он так отчаянно нуждается для финансирования своей незаконной войны».

## История
2Rivers Group (Coral Energy) была основана Тахиром Гараевым в 2010 году. Согласно рыночным источникам, 2Rivers, скорее всего, имеет связи с функционерами правящей элиты Азербайджана. Этибар Эйюб, гражданин Азербайджана, является основным контактным лицом между 2Rivers и Игорем Сечиным. Он поддерживает тесные отношения с Гараевым и играет важную роль в руководстве деятельностью 2Rivers, но на бумаге не имеет официальной доли в собственности.
До конца 2023 года Гараев владел 100% акций 2Rivers (тогда Coral Energy) через сложную корпоративную структуру. Гараев владел 100% Novus Middle East DMCC (ОАЭ), которая контролировала 100% Vetus Investments Limited (ОАЭ). Vetus Investments затем контролировала 100% Coral Energy. По данным международных расследований, под растущим давлением на компанию с целью обойти последние санкции, Гараев передал 60% акций Novus Middle East DMCC компании Pura Vida Holding Limited (ОАЭ), обеспеченной нынешним руководством 2Rivers: Талат Сафаров (45%), Ахмед Керимов (35%) и Анар Мадатли (20%). В начале 2024 года генеральный директор Талат Сафаров, финансовый директор Ахмед Керимов и генеральный директор Анар Мадатли (граждане Азербайджана и резиденты ОАЭ) завершили покупку оставшихся акций Гараева. Гараев продолжает контролировать 2Rivers, несмотря на то, что не владеет компанией на бумаге. Анар Мадатли также является шурином Тахира Гараева.
По имеющейся информации, компания находится под пристальным вниманием властей США, что способствовало смене владельца и названия трейдера. Кроме того, действующие санкции Великобритании и ЕС против Gatik Ship Management предвещают скорые действия этих властей в отношении 2Rivers.

## Ассоциированные компании
В группу компаний 2Rivers входят находящиеся под санкциями США Bellatrix Energy и Voliton DMCC.
Еще одной компанией, имеющей общих директоров с Coral Energy, является Nord Axis, которая была создана 15 февраля 2022 года (за 9 дней до вторжения России в Украину). В октябре 2023 года Керимов отрицал, что Coral Energy имеет какие-либо связи с Nord Axis. Документы компании Nord Axis показывают, что в мае 2022 года единственным владельцем Nord Axis являлся Адалат Казимили. В 2022 году Казимили также был зарегистрирован как официальный представитель Coral Energy Turkey. В 2023 году Nord Axis управлял Этибар Эйюб, работавший на Coral Energy.
С 2Rivers также связаны такие компании, как Novus Middle East DMCC, Vetus Investments Limited, Apeiron Energy DMCC, Pontus Trading DMCC, Polar Energy SA, Matterhorn Group FZE и Alpen Energy LLC.

### Vetus Investments
Согласно опубликованному в 2022 году аналитическому докладу Transparency International, в 2014–2015 годах Михаил Гуцериев и Кирилл Шамалов (бывший зять Путина) были вовлечены в чешско-российскую схему отмывания денег, использовавшуюся для перевода незаконных средств из России в Чехию . Гражданин Чехии Тарас Мороз, являющийся директором чешской компании Vetus Investments S.R.O. — дочерней компании холдинга 2Rivers/Coral Energy — также фигурировал в корпоративных документах нескольких чешских подставных компаний, использовавшихся Гуцериевым и Шамаловым в их схеме отмывания денег. Организаторы схемы заключали фиктивные договоры на покупку еврооблигаций между чешскими и российскими компаниями, впоследствии вступали в арбитражные процессы и влияли на решение коммерческого арбитражного суда с целью осуществления перевода незаконных средств. В 2021 году Coral приобрела груз у Михаила Гуцериева в обход санкций Великобритании и ЕС, действовавших в то время.

## Российский теневой флот
В докладе The Wall Street Journal в начале 2024 года сообщалось, что 2Rivers владеет значительной частью так называемого теневого флота, насчитывающего не менее 100 судов, перевозящих российскую нефть, нафту и другие нефтепродукты. WSJ пишет, что основатель компании Тахир Гараев выступает от имени теневого флота и теневых трейдеров, которые действуют от имени президента России Владимира Путина через руководителя «Роснефти» Игоря Сечина. 17 октября Великобритания ввела санкции против 4 судов 2Rivers (управляемых Gatik Ship Management): VARUNA (IMO 9332810) ; SAI BABA (IMO 9321691) ; ARTEMIS (IMO 9317949) ; ANTAEUS (IMO 9299733). Расследование The New York Times показало, что судно JAGUAR (IMO 9293002), управляемое Gatik Ship Management, перевозило сырье для Voliton DMCC, подставной торговой компании Coral/2Rivers, против которой США ввели санкции 20 декабря 2023 года.
По данным Financial Times, основанным на отчетах Института Киевской школы экономики (KSE), Россия увеличила мощность своего флота темных танкеров до 70%. К концу 2024 года 70% российской нефти уже будет перевозиться теневым флотом, который обеспечит 89% экспорта сырой нефти и 38% экспорта нефтепродуктов по морю, что позволит России обойти санкции. Значительная часть этих судов принадлежит и управляется рядом подставных компаний в Индии, на Маврикии, в Объединенных Арабских Эмиратах и других юрисдикциях. По данным расследований, эти компании контролируются основателем 2Rivers/Coral Energy Тахиром Гараевым и Этибаром Эйюбом.
9 сентября 2024 года Владислав Власюк, уполномоченный Украины по вопросам санкционной политики и специальный советник президента Владимира Зеленского, подтвердил, что одной из крупнейших транспортных компаний, помогающих Российской Федерации экспортировать нефть, является 2Rivers/Coral Energy.
Компании типа Coral Еnergy обычно подделывают документы на происхождение, делают фиктивную перегрузку в открытом море, также имитируют движение средств, чтобы скрыть продажу энергоносителей именно из РФ.Владислав Власюк

## Торговля
2Rivers занимается глобальной торговлей сырой нефтью и продуктами. Компания торгует рядом видов нефти и нефтепродуктов, включая уголь, природный газ, этанол, мазут, ВГО, битум, средние дистилляты и лигроин.
В августе 2022 года компания Coral Energy стала ведущим поставщиком мазута в Пакистане.

### Поставка продукции «Роснефти» в Украину
В начале 2021 года Coral Energy заменила Proton Energy Group S.A. в качестве поставщика продукции «Роснефти» в Украину. Ранее «Роснефть» заключила контракт с женевской компанией Proton Energy, связанной с Виктором Медведчуком, украинским олигархом в изгнании и Николаем Воробеем, на транспортировку экспортной продукции в Украину по трубопроводу; однако Proton Energy прекратила свои торговые операции в 2021 году из-за возросшего риска санкций. В августе 2021 года правительство США ввело санкции против Варабея за содействие белорусскому режиму через его бизнес по торговле нефтью в Беларуси, а в 2014 году — против Медведчука за его связи с бывшим президентом Украины Виктором Януковичем. ЕС ввел санкции против Воробея в декабре 2020 года и Медведчука в мае 2024 года.
Оператором 2Rivers/Coral Energy Group в Украине является компания Alpen Trade, основанная Тахиром Гараевым в 2016 году. В настоящее время директором компании является Сафаров Джавид Мурсал Оглы.
В дополнение к контракту Медведчука с «Роснефтью» на поставку нефти в Украину, 2Rivers также приобрела латвийскую компанию B.L.B. Baltijas Terminal. Кипрская компания Lostrita Investments является бенефициарным владельцем латвийской компании Venta Energy Services SIA. Venta Energy Services, которая управляет терминалом B.L.B. Baltijas, принадлежит Камрану Аскерову. 2Rivers контролирует латвийский нефтеэкспортный терминал через ассоциированное партнерство Venta Energy Services. Аскеров, а также руководители 2Rivers Ахмад Керимов и Талат Сафаров числятся должностными лицами Lostrita Investments.
Кроме того, в 2022 году Ивано-Франковский городской суд заморозил активы компании 2Rivers/Coral Energy и ее дочерней компании Apeiron Energy после того, как они были уличены в незаконном ввозе авиационного топлива в Украину из России (дело № 344/7508/22).

### Торговля российской нефтью
Когда в 2022 году Trafigura прекратила сотрудничество с «Роснефтью», «Роснефть»попросила Coral Energy занять место Trafigura.
В июле 2022 года Coral Energy обошла китайскую компанию Sinopec в покупке российских грузов нефти из Восточной Сибири и Тихого океана (ВСТО).
В декабре 2022 года Coral Energy купила у «Сургутнефтегаза» 121 000 баррелей российской нефти в день.
В ноябре 2023 года стало известно, что Coral Energy перепродавала российскую нефть в нескольких странах Африки к югу от Сахары.
В марте 2024 года сообщалось, что Этибар Эйюб вместе со своим партнером Тахиром Гараевым являются трейдерами 80 % всего экспорта российской нефти, включая нефть «Роснефти».

### Нефтеперерабатывающие заводы и будущее производство
В 2022 году, после вторжения России в Украину, Trafigura продала свою 10 % долю в нефтяном проекте «Восток» Этибару Эйюбу и его компании Nord Axis.
В 2023 году сообщалось, что Coral Energy получила соглашение о предоплате и отгрузке с НПЗ Nayara Energy в Индии (который на 49 % принадлежит «Роснефти»).

## Санкции
В октябре 2024 года стало известно, что Управление по контролю за иностранными активами проводит расследование в отношении 2Rivers в связи с нарушением санкций, связанных с ограничением цен на российскую нефть.
Тахир Гараев, основатель 2Rivers, находится под санкциями Совета национальной безопасности и обороны Украины. Несмотря на выкуп компании менеджментом, в сентябре 2024 года сообщалось, что Тахир Гараев продолжает контролировать 2Rivers.
С 17 декабря 2024 года 2Rivers находится под санкциями Великобритании. Также Великобритания включила в список Coral Energy — именно так называлась компания 2Rivers до ребрендинга, который она провела летом. Смена названия стала попыткой избавиться от репутации Coral как игрока на рынке российской нефти. Офис премьер-министра Кира Стармера заявил, что эти компании были «ключевыми звеньями в обеспечении торговли драгоценной нефтью Путина» и что санкции направлены на ограничение «нефтяных доходов, в которых он так отчаянно нуждается для финансирования своей незаконной войны».
В январе 2025 года стало известно, что представители 2Rivers готовятся встретиться с представителями новой администрации США в Вашингтоне, чтобы лоббировать продолжение несанкционированного использования 2Rivers/Coral и финансирование войны в Украине. Сообщается, что немаловажную роль в этом может играть лоббистская компания Qorvis.